# Daniel Pennac

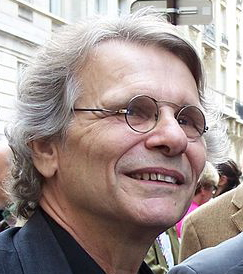

Daniel Pennacchioni, conhecido como Daniel Pennac, é um escritor francês que nasceu a 1 de Dezembro de 1944 em Casablanca, Marrocos. Tem como destaque, o Prêmio Renaudot de 2007 que ganhou pelo seu romance autobiográfico, Mágoas de Escola. 
Escreveu também, argumentos para o cinema, televisão e banda desenhada.

## Biografia
Daniel Pennacchioni é o quarto e último rapaz de uma família de origem córsica e provençal. O seu pai foi engenheiro politécnico e tornou-se oficial do exército colonial, tendo atingido o grau de general em final de carreira, e a sua mãe, dona de casa, leitora autodidata. Passa a sua infância de acordo com as colocações do pai, na África (Djibuti, Etiópia, Argélia, África Equatorial), no sudeste asiático (Indochina) e na França (nomeadamente em La Colle-sur-Loup). É o seu pai, fã de poesia, que lhe transmite muito cedo o gosto pelos livros que ele devora na biblioteca familiar ou na escola. 
A sua escolaridade é desastrosa. Em “Mágoas de Escola”, pretende ter demorado um ano para assimilar a lógica e a complexidade do carácter “A”; no entanto, seu pai, militar, general, não se preocupou, afirmando que o seu filho dominaria perfeitamente o alfabeto no fim de 26 anos. Péssimo aluno, diz-se vítima de uma disortografia infantil. Estas versões mais ou menos romanceadas das suas dificuldades não o impedem de conseguir o seu bacharelado e tornar-se mestre em Letras em Nice.
Adulto, trabalha como taxista e ilustrador, antes de se tornar, em 1969, professor de Literatura -primeiro no colégio Saint Paul, em Soissons, depois em Nice e mais tarde em Paris. Corta o seu patronímico (Pennacchioni) para Pennac com medo de constranger o seu pai ao assinar, em 1977, a sua primeira obra, “O serviço militar ao serviço de quem”, uma sátira sobre o serviço militar . Em 1979, desesperado pela transformação do seu bairro de adoção, Belleville, realiza uma estadia de dois anos no Brasil com a sua primeira mulher, Irène Pennac, que conseguiu um contrato de professora na Universidade Federal do Ceará, estadia que será a fonte do seu romance “O ditador e a cama de rede”. Regressa à França e começa a escrever para as crianças ao mesmo tempo que continua a leccionar. Acaba por propor “O Paraíso dos Ogros” em 1985 à Série noire. É assim que Benjamin Malaussène e os seus amigos de Belleville fazem a sua aparição na literatura. Em 1995, deixa a profissão de professor para se dedicar inteiramente à literatura.
Daniel Pennac guarda da sua infância uma nostalgia do lar e uma ternura pela família de eleição. Mesmo sendo a sua escrita divertida e cheia de uma imaginação desenfreada, Pennac pode também escrever “Como um Romance”, um ensaio de pedagogia ativa, lúcida e entusiasta, no qual apresenta o que chama de “Direitos imprescritíveis do leitor”  ». Pensemos nesta frase que poderia guiar qualquer professor: “Não se pode forçar uma curiosidade, temos que despertá-la”. A banda desenhada ”La Débauche”, que assinou com Jacques Tardi, revela a sua consciência social e cívica, revoltada pelo despedimento selvagem, pela situação de um desempregado vítima de um gerente corrupto. Desde o início, Pennac estuda e critica as instituições que negam o indivíduo. Poder-se-ia dizer dele como da sua personagem principal: “Tem um vício raro Malaussène, compadece-se.” (“A vendedora de prosa”).
Daniel Pennac defende o prazer da leitura em voz alta. Grande amante de livros em áudio, gravou ele mesmo vários dos seus livros para as edições Gallimard e para a associação “Lire dans le noire”.  Em cena, após ter interpretado “Merci” no teatro do Rond-Point, lê “Bartleby le scribe” no Pépinière Théâtre. “Bartleby en coulisses” é o documentário realizado por Jérémie Carboni acerca de preparação deste espectáculo de leitura. Em outubro de 2012, Daniel Pennac lê “Journal d'un corps” no Théâtre des Bouffes du Nord; a sua peça “Le 6e Continent” foi representada na mesma sala de espetáculo.
Em 2013, Daniel Pennac dá a sua contribuição para a quarta edição do livro AudioSolidaire (gravação áudio do Paraíso dos Ogres pelos internautas em proveito de pessoas cegas e com outros problemas visuais).

## Obras

### Saga Malaussène
- Au bonheur des ogres (1985)
- La Fée Carabine (1987)
- La Petite Marchande de prose (1989)
- Monsieur Malaussène (1995)
- Des chrétiens et des maures (1996)
- Monsieur Malaussène au théâtre (1996)
- Aux fruits de la passion (1999)

### Literatura juvenil
- Cabot-Caboche (1982)
- L'Œil du loup (1984)
- Kamo : L'Agence Babel (1992)
- L'Évasion de Kamo ()
- Kamo et moi ()
- Kamo, l'idée du siècle (1993)
- Le Roman d'Ernest et Célestine (2012)

### Outros romances
- Les Enfants de Yalta (1978), com Tudor Eliad,  Éditions J. C. Lattès.
- Père Noël (1979), com Tudor Eliad, Éditions Grasset et Fasquelle (ISBN 978-2-246-00859-0)
- Messieurs les enfants (1997)
- Le Dictateur et le Hamac (2003)
- Merci (2004), que interpretou ele mesmo no teatro
- Chagrin d'école (2007) - Romance autobiográfico, éditions Gallimard, Folio n°4892
- Journal d'un corps[10] (2012), romance que surge igualmente na forma de um álbum ilustrado por Manu Larcenet (Futuropolis, 2013)[11]

### Ensaios
- Le Service militaire au service de qui ? (1973)
- Comme un roman (1992), Gallimard, Folio no 1995 (ISBN 978-2-07-038890-5)
- Gardiens et Passeurs (2000)

### Teatro
- Monsieur Malaussène au théâtre (1996, Gallimard, « Collection Blanche »)
- Le 6e Continent (2012, Gallimard, « Collection Blanche »)
- Ancien malade des hôpitaux de Paris (2012, Gallimard, « Collection Blanche »), em complemento de Le 6e Continent

### Livros ilustrados
- Les Grandes Vacances, (fotografias) Daniel Pennac e Robert Doisneau (1991)
- La Vie de famille
- Le Sens de la Houppelande
- Vercors d'en haut : La réserve naturelle des hauts-plateaux
- Le Grand Rex (1980)
- Némo
- Écrire

### Álbuns para crianças
- Sahara
- Le Tour du ciel sobre os quadros de Miró
- Qu'est-ce que tu attends, Marie ? sobre os quadros de Monet.

### Banda desenhada
- La Débauche, desenhos de Tardi, Futuropolis (2000)
- Lucky Luke contre Pinkerton, volume 4 das Novas Aventuras de Lucky Luke, texto em colaboração com Tonino Benacquista, desenhos de Achdé, éditions Lucky Comics (2010)
- Cavalier seul, volume 5 das Novas Aventuras de Lucky Luke, texto em colaboração com Tonino Benacquista, desenhos de Achdé, éditions Lucky Comics (2012)
- Un amour exemplaire, desenhos de Florence Cestac, Dargaud (2015).

## Cinema e televisão
Daniel Pennac escreveu ou co-escreveu vários argumentos para o cinema e televisão, por vezes adaptando os seus próprios livros:
- 1988 : La Fée Carabine, d'Yves Boisset, episódio da série televisiva Série noire (temporada 1, episódio 30) - argumento baseado na sua própria obra La Fée Carabine
- 1997 : Messieurs les enfants, de Pierre Boutron, com Pierre Arditi et François Morel - argumento co-escrito com Pierre Boutron, baseado na sua própria obra Messieurs les enfants
- 2010 : Bartleby le scribe, tele-filme de Jérémie Carboni - adaptação da novela Bartleby de Herman Melville
- 2012 : Ernest et Célestine,filme de animação de Benjamin Renner, Stéphane Aubier e Vincent Patar, com Lambert Wilson e Pauline Brunner - argumento baseado na série de águns para crianças Ernest et Célestine de Gabrielle Vincent

Por outro lado, algumas obras de Daniel Pennac foram adaptadas ao ecrã sem que Pennac tenha participado na escrita do argumento :
- 1998 : L'Œil du loup, curta metragem de animação de Hoël Caouissin - argumento escrito por René Laloux baseado no romance L'Œil du loup
- 2001 : Monsieur Malaussène, tele-filme italiano de Roberto Capanna - baseado no romance Monsieur Malaussène
- 2005 : Grazie, tele-filme italiano
- 2006 : La lunga notte del dottor Galvan, tele-filme italiano
- 2013 : Au bonheur des ogres, de Nicolas Bary, com Raphaël Personnaz, Bérénice Bejo e Emir Kusturica - argumento escrito por Jérôme Fansten, Serge Frydman e Nicolas Bary baseado no romance Au bonheur des ogres

Daniel Pennac participou igualmente nalgumas produções audiovisuais emprestando a sua voz ou representando pequenos papeis:
- 1997 : Messieurs les enfants de Pierre Boutron - aparição (homem dentro do carro)
- 2009 : Histoires comme ça, série televisiva de animação de Jean-Jacques Prunès - narrador (voz)
- 2010 : Bartleby le scribe, tele-filme de Jérémie Carboni - narrador (voz)

## Distinções
- Prix Mystère de la critique em 1988 com La Fée carabine[12]
- Prix du Livre Inter em 1990 com La Petite Marchande de prose;
- Prix Ulysse em 2005 pelo conjunto da sua obra;
- Prix Renaudot em 2007 com Chagrin d'école ;
- Grand prix Metropolis bleu em 2008 pelo conjunto da sua obra;
- Nomeado aos Annie Awards em 2014 na categoria « Melhor argumento para uma longa metragem de animação » com o filme Ernest et Célestine.

## Anexos

### Documentários sobre Daniel Pennac
- Daniel Pennac, écrire, enseigner, communiquer de Stéphan Bureau (Canada/2009).
- Daniel Pennac, la Métamorphose du crabe de Charles Castella para a coleção Empreintes de France 5 (Docside 2009).
- Bartleby en coulisses de Jérémie Carboni (Zerkalo production/FTD).